# Furgason Motor Company
Furgason Motor Company war ein US-amerikanischer Hersteller von Automobilen.

## Unternehmensgeschichte
Frank G. Clark, der vorher schon die Clarkmobile Company leitete, gründete 1910 zusammen mit Claude E. Furgason das Unternehmen. Der Sitz war in Lansing in Michigan. Sie stellten Automobile her, die als Clark vermarktet wurden. 1911 endete die Produktion.
Die Clark Motor Wagon Company, ebenfalls von Clark geleitet, zog in die Fabrik, um Nutzfahrzeuge herzustellen.

## Fahrzeuge
Im Angebot stand nur ein Modell. Ein Zweizylindermotor mit 14 PS Leistung trieb die Fahrzeuge an. Das Fahrgestell hatte 234 cm Radstand. Der offene Runabout bot Platz für drei Personen.

## Übersicht über Pkw-Marken aus den USA, dieClarkbeinhalten
| Marke          | Hersteller                           | Vermarktungsbeginn | Vermarktungsende | Ort, Bundesstaat           |
| -------------- | ------------------------------------ | ------------------ | ---------------- | -------------------------- |
| Clark          | Clark Manufacturing Company          | 1897               | 1901             | Moline, Illinois           |
| Clark          | Edward S. Clark Steam Automobiles    | 1900               | 1909             | Boston, Massachusetts      |
| Clark          | A. F. Clark & Company                | 1903               | 1905             | Philadelphia, Philadelphia |
| Clark          | Clark Motor Car Company              | 1910               | 1912             | Shelbyville, Indiana       |
| Clark          | Furgason Motor Company               | 1910               | 1911             | Lansing, Michigan          |
| Clark Electric | Toledo Electric Vehicle Company      | 1909               | 1910             | Toledo, Ohio               |
| Clark Electric | Brunn Carriage Manufacturing Company | 1910               | 1910             | Buffalo, New York          |
| Clark-Hatfield | Clark-Hatfield Automobile Company    | 1908               | 1909             | Oshkosh, Wisconsin         |
| Clark-Norwalk  | Norwalk Motor Car Company            | 1910               | 1910             | Norwalk, Ohio              |
| Clarkmobile    | Clarkmobile Company                  | 1903               | 1904             | Lansing, Michigan          |